# Köprübaşı, Geyve
Köprübaşı là một xã thuộc huyện Geyve, tỉnh Sakarya, Thổ Nhĩ Kỳ. Dân số thời điểm năm 2008 là 47 người.